# Ђорђе Стоjшић
Ђорђе Стојшић (Јарак, код Сремске Митровице, 28. мај 1928 — Нови Сад, 7. август 2014) био је учесник Народноослободилачке борбе и друштвено-политички радник СФР Југославије, СР Србије и САП Војводине.

## Биографија
Рођен је 28. маја 1928. године у Јарку, код Сремске Митровице, у имућној земљорадничко—трговачкој породици. У Јарку је завршио основну школу, а два разреда гимназије у Руми. Окупација Краљевине Југославије прекинула је његово даље школовање током ратних година.
У Народноослободилачку борбу ступио је 1943. године. Био је борац Треће чете Првог батаљона Четврте војвођанске бригаде, која је ушла у састав Шеснаесте војвођанске дивизије. Као члан Савеза комунистичке омладине Југославије (СКОЈ), у чије чланство је примљен 1943. године, био је омладински руководилац чете. Демобилисан је октобра 1945. године. Исте године примљен је у Комунистичку партију Југославије (КПЈ).
По ослобођењу Југославије, наставио је школовање, завршивши нижу гимназију у Кузмину, код Сремске Митровице. У Сремским Карловцима је завршио Учитељску школу. Као ученик, Стојшић је 1946. године учествовао у изградњи пруге Брчко—Бановићи, а потом, наредне године, у две смене, на изградњи пруге Шамац—Сарајево, за шта је два пута проглашен за ударника. Паралелно са школовањем, обављао је одговорне друштвено-политичке функције. Најпре у Среском комитету СКОЈ-а и Народној омладини, да би 1948. био послат у Покрајински комитет СКОЈ-а и Народне омладине Војводине, али се већ 1950. вратио у Сремску Митровицу, и то на захтев Среског комитета КПЈ. Три године је био председник Среског комитета Народне омладине за Сремску Митровицу (1950—1953), а био је и члан Бироа Среског комитета КПЈ, као и Председништва Покрајинског комитета Народне омладине Војводине.
Од 1955. до 1958. године, Стојшић је обављао дужност секретара Општинског комитета Савеза комуниста Сремске Митровице и био је члан секретаријата Среског комитета СКЈ за Сремску Митровицу. У међувремену је примљен за учитеља у ОШ „Јован Јовановић Змај”, у школској 1955/56. години, те је претходне функције обављао волонтерски. Након тога је изабран за потпредседника Скупштине Среског народног одбора Сремска Митровица, али је на тој функцији остао непуних 11 месеци. Тада је постао председник Скупштине општине Сремска Митровица и то је остао до одласка на даље школовање у Нови Сад, 1962. године. Дипломирао је на Вишој школи друштвено-политичких наука у Новом Саду, 1964. године.
По дипломирању, Стојшић бива изабран за организационог секретара Среског комитета СК Сремска Митровица, али су срезови наредне године укинути, те он постаје секретар Оштинског комитета СК (1964—1967). На Петом конгресу Савеза комуниста Србије изабран је за члана Централног комитета. Годину дана је био и члан Извршног комитета Покрајинског комитета Савеза комуниста Војводине.
Од 1969. до 1974. године био је посланик Републичког већа Скупштине СР Србије, налазећи се притом на функцији председника Скупштинског одбора за пољопривреду, шумарство и водопривреду. У априлу 1974. године поново је изабран за председника Скупштине општине Сремска Митровица. Налазећи се на овој функцији, на Седмом Конгресу Савеза комуниста Србије изабран је поново за члана ЦК СКС, као и за члана Председништва ЦК СКС. Функцију члана Председништва ЦК СКС обављао је волонтерски, по други пут у својој каријери. По истеку четворогодишњег мандата, вратио се у Нови Сад како би преузео дужност потпредседника Скупштине САП Војводине. На Једанаестом конгресу СКЈ, 1978. године биран је за члана Централног комитета СК Југославије.
У новом мандату Скупштине САП Војводине, 1982. изабран је за председника Скупштине. Истовремено са овом функцијом, налазио и на месту председника Покрајинског Савета за привредни развој и економску политику. На Осмој конференцији Савеза комуниста Војводине, одржаној априла 1982. изабран је и за члана Председништва Покрајинског комитета Савеза комуниста Војводине, док је у периоду од априла 1985. до априла 1988. обављао функцију председника Председништва Покрајинског комитета. По функцији је био члан Председништва САП Војводине и Председништва ЦК СКС и ЦК СКЈ. У том својству је учествовао и на чувеној Осмој седници Централног комитета Савеза комуниста Србије, која је одржана 23. и 24. септембра 1987. у Београду, када се није сврстао на страну Слободана Милошевића. У Председништву је остао до 6. октобра 1988. године, односно до оног тренутка док није букнула тзв. „Јогурт револуцијa”.
По напуштању политике, остао је противник националистичке политике, као и политике Слободана Милошевића. Написао је књигу Осма седница — Како је Слободан Милошевић победио а Србија историјски изгубила.
Преминуо је 7. августа 2014. у Новом Саду. Сахрањен је на Новом гробљу у Сремској Митровици.
Носилац је бројних југословенских одликовања, међу којима су — Орден југословенске заставе са лентом, Орден Републике са сребрним венцем, Орден братства и јединства са сребрним венцем, Орден рада са црвеном заставом, Орден за храброст, Орден заслуга за народ са сребрном звездом, Орден рада са сребрним венцем и Орден за војне заслуге са сребрним мачевима. Добитник је и Новембарске награде града Сремске Митровице.

## Видите још
- Осма седница ЦК СКС
- Антибирократска револуција